# Plava
Plavë en albanais et Plava en serbe latin (en serbe cyrillique : Плава) est une localité du Kosovo située dans la commune/municipalité de Dragash/Dragaš et dans le district de Prizren/Prizren. Selon le recensement de 2011, elle compte 1 000 habitants, tous albanais.
Selon le découpage administratif de la Serbie, la localité fait partie de la municipalité Prizren.

## Démographie

### Évolution historique de la population dans la localité
| 1948 | 1953 | 1961 | 1971 | 1981 | 1991  | 2011  |
| ---- | ---- | ---- | ---- | ---- | ----- | ----- |
| 462  | 449  | 493  | 690  | 972  | 1 125 | 1 000 |

|  |